# 크라이 울프
크라이 울프(Cry_Wolf)는 미국에서 제작된 제프 와드로 감독의 2005년 공포, 스릴러 영화이다. 줄리언 모리스 등이 주연으로 출연하였고 보 보만 등이 제작에 참여하였다.

## 출연

### 주연
- 줄리언 모리스
- 린디 부스
- 제러드 파달렉키
- 존 본 조비

### 조연
- 크리스탈 브로우닝
- 안토니오 D. 채러티
- 에단 콘
- 게리 콜
- 엘리자베스 도민
- 잭 듈리
- 아론 피오레
- 자비스 W. 조지
- 폴 제임스
- 제시 잰젠
- 산드라 맥코이
- 애나 데버 스미스
- 크리스티 우
- 매튜 마일즈 카터
- 릭 케인
- 마이클 케네디

## 제작진
- 협력프로듀서: 스티븐 버튼스카이
- 협력프로듀서: 세스 고든
- 미술: 마르티나 버클리
- 의상: 알리시아 레이크래프트
- 배역: 펀 챔피온